# Tania Di Mario
Tania Di Mario (Roma, 4 maggio 1979) è una dirigente sportiva e pallanuotista italiana.
Con la Nazionale Italiana ha vinto la medaglia d'oro ai giochi olimpici di Atene 2004 e d'argento a Rio de Janeiro 2016.

## Caratteristiche tecniche
Giocatrice dominante e altamente competitiva, è un'attaccante dalle elevate percentuali realizzative e abile nella realizzazione di assist. Presenza influente in vasca e dal temperamento carismatico, nella sua ultraventennale carriera ad alto livello si è imposta come leader delle squadre in cui ha giocato, sia in nazionale che nei club.

## Biografia
Ha iniziato come nuotatrice e solo a 15 anni è passata alla pallanuoto, nella Roma Vis Nova, allenata da Daniele De Santis. Nella stagione 1997-98 si trasferisce all'Orizzonte Catania, squadra in cui ha militato fino alla stagione 2015-2016. Con la formazione etnea ha dominato a livello nazionale (tredici scudetti e una Coppa Italia) ed internazionale (sette Coppe dei Campioni ed una Supercoppa europea).
In nazionale ha esordito contro la Grecia nei vittoriosi campionati europei di Prato nel 1999. Per quanto riguarda gli europei, ha ottenuto un altro oro a Lubiana nel 2003 e due medaglie d'argento a Budapest nel 2001 ed a Belgrado nel 2006. Ha partecipato a cinque edizioni dei campionati mondiali: a Fukuoka nel 2001, a Barcellona nel 2003, a Montréal nel 2005 dove ha vinto la classifica cannonieri, a Melbourne nel 2007 ed ai mondiali casalinghi di Roma nel 2009, dopo i quali ha dato l'addio alla nazionale. 
Con il setterosa ha ottenuto anche il bronzo alla World League di Long Beach nel 2004 (miglior marcatrice) e l'argento in quella di Cosenza nel 2006 ed anche una medaglia di bronzo nella Coppa del Mondo a Winnipeg nel 1999 ed una d'argento a Tianjin 2006 (MVP). La vittoria più importante rimane comunque quella alle Olimpiadi di Atene 2004, nella quale la Di Mario ha vinto anche la classifica cannonieri ed è stata nominata migliore giocatrice del torneo. 
Nel 2010 si laurea in Economia e commercio presso l'Università degli Studi di Catania. Nel 2012 torna ad indossare la calottina azzurra, dichiarando di essersi emozionata a guardare i mondiali, che si erano svolti nell'estate precedente e che l'Italia aveva chiuso al quarto posto. Agli europei di Eindhoven del 2012, conquista la medaglia d'oro oltre al titolo di migliore giocatrice del torneo. Nel 2015, ai campionati mondiali di Kazan', dopo aver perso la semifinale ai rigori contro l'Olanda, Tania ha conquistato, nuovamente ai rigori, con la nazionale il terzo gradino. 
Già negli ultimi anni di attività intraprende la carriera dirigenziale, divenendo dapprima vicepresidente e quindi presidente dell'Orizzonte Catania, con cui nel 2021 torna momentaneamente a giocare per colmare le molte assenze obbligate nella compagine catanese a causa del contagio da COVID-19. Rientra nuovamente in acqua (sempre con l'Orizzonte Catania) durante le finali scudetto del 2023 contro la SIS Roma, contribuendo così alla vittoria del titolo da parte delle etnee, il quattordicesimo della sua carriera. Anche nei due anni successivi entra saltuariamente nelle rotazioni del club etneo, vincendo in questo modo lo scudetto nel 2024 e nel 2025.

## Palmarès

### Club
- Campionato italiano: 16

Orizzonte Catania: 1997-98, 1998-99, 1999-00, 2000-01, 2001-02, 2002-03, 2003-04, 2004-05, 2005-06, 2007-08, 2008-09, 2009-10, 2010-11, 2022-23, 2023-24, 2024-25
- Coppe Italia: 2

Orizzonte Catania:  2011-12, 2012-13
- LEN Champions Cup: 7

Orizzonte Catania: 1997-98, 2000-01, 2001-02, 2003-04, 2004-05, 2005-06, 2007-08
- Supercoppa LEN: 1

Orizzonte Catania: 2008

### Nazionale
- Olimpiadi

Atene 2004: 
Rio de Janeiro 2016: 
- Mondiali

Fukuoka 2001: 
Barcellona 2003: 
Kazan' 2015: 
- Coppa del Mondo

Winnipeg 1999: 
Tianjin 2006: 
- World League

Long Beach 2004: 
Cosenza 2006: 
Kunshan 2014: 
- Europei

Prato 1999: 
Budapest 2001: 
Lubiana 2003: 
Belgrado 2006: 
Eindhoven 2012: 
Belgrado 2016: